# Hethitologie
Die Hethitologie, seltener auch Altanatolistik genannt, ist eine interdisziplinäre Wissenschaft. Sie umfasst vorrangig Sprache, Geschichte, Kultur, Religion und Archäologie des altanatolischen Volkes der Hethiter, im weiteren Sinne auch anderer Kulturen und Völker des altanatolischen Altertums.

## Bezeichnung
Die Bezeichnung Hethitologie ist ebenso wie die Bezeichnung Hethiter für das bedeutendste altanatolische Volk und Hethitisch für dessen Sprache im Grunde falsch. Sie geht auf die biblische Bezeichnung Hittim zurück. Das ist jedoch inkorrekt, weil Hittim eine Bezeichnung für Syrer des 1. Jahrtausends v. Chr. war und nicht für das heute so bezeichnete altanatolische Volk des 2. Jahrtausends v. Chr. Die Hethiter nannten ihre Sprache nach der Stadt Neša-Kaneš als našili, nešili oder nešumnili. Sich selbst nannten sie nach dem Namen ihrer Hauptstadt Leute von Ḫattuša. Von den Akkadern wurden ihre Heimat Land Ḫatti, von den Ägyptern Land Hata genannt.
Die eigentlich fehlerhafte und anachronistische Bezeichnung Hethiter ist mittlerweile in der Wissenschaft fest eingebürgert und wird als traditioneller Terminus beibehalten.

## Arbeitsgebiet

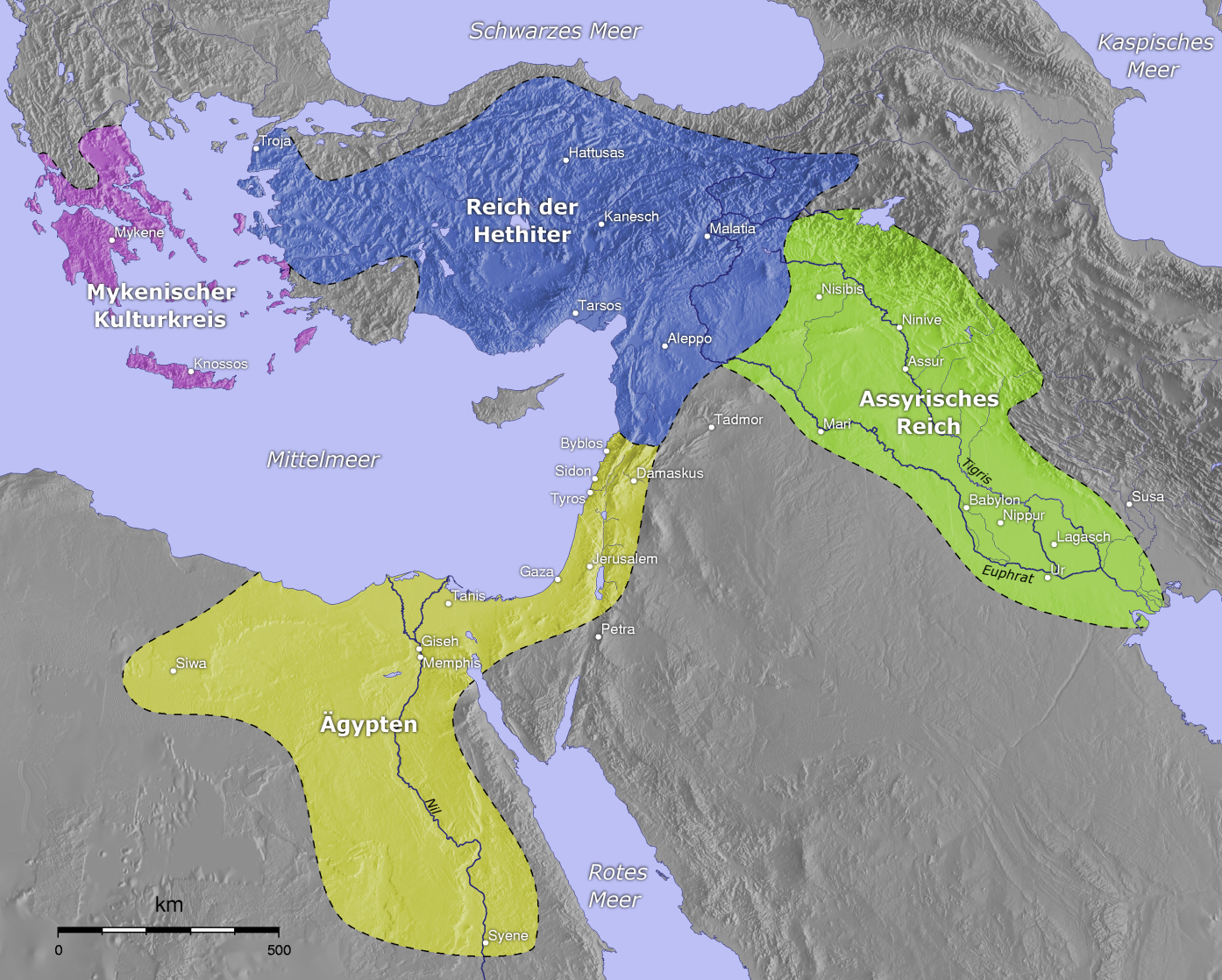
Das Großreich der Hethiter und seine Nachbarn

Die Hethitologie befasst sich im engeren Sinne mit der Geschichte, Sprache und Kultur sowie den materiellen Hinterlassenschaften des Volkes der Hethiter, das im 2. vorchristlichen Jahrtausend ein etwa 450 Jahre lang bestehendes Großreich in Zentralanatolien und Nordsyrien errichtet hatte. Wichtigste Stadt war die Hauptstadt Ḫattuša.
Im weiteren Sinne beschäftigt sich die Hethitologie – dann auch zum Teil Altanatolistik genannt – mit den Sprachen, der Geschichte, der Kultur und Religion sowie der Archäologie des ganzen Altanatoliens. Das beinhaltet einen Zeitraum, der vom Neolithikum bis in die Zeit des Hellenismus reicht. Zum Teil werden Sprachen wie Palaisch, Luwisch (Keilschrift-Luwisch und Hieroglyphen-Luwisch), Hattisch und Hurritisch behandelt, deren Zeugnisse man in hethitischen Archiven fand. Hinzu kommen Sprachen wie Lydisch, Phrygisch (beides oft zu Lydisch/Phrygisch zusammengefasst), Lykisch und andere. Damit sind auch ein Teil der Völker, Reiche und Landschaften benannt, mit denen sich die Hethitologie beschäftigt, also neben den Hethitern mit den Hattiern, Luwiern, Palaern, dem Reich Mittani und den Urartäern sowie mit den Landschaften Mysien, Lydien, Karien, Ionien, Lykien, Pamphylien, Pisidien, Kilikien, Bithynien, Pontos, Paphlagonien, Phrygien, Kappadokien und Teilen Armeniens. Doch treten all diese Völkerschaften und die wissenschaftliche Beschäftigung mit diesen hinter die Hethiter und deren Erforschung zurück.
Die Hethitologie selbst ist ein Teilgebiet der Altorientalistik. Das rührt nicht nur von der Verbindung der altorientalischen Kulturen her, sondern auch von der aus Mesopotamien/Nordsyrien entlehnten Keilschrift. An den meisten Universitäten wird Hethitologie auch innerhalb der Indoeuropäistik betrieben.

## Quellen

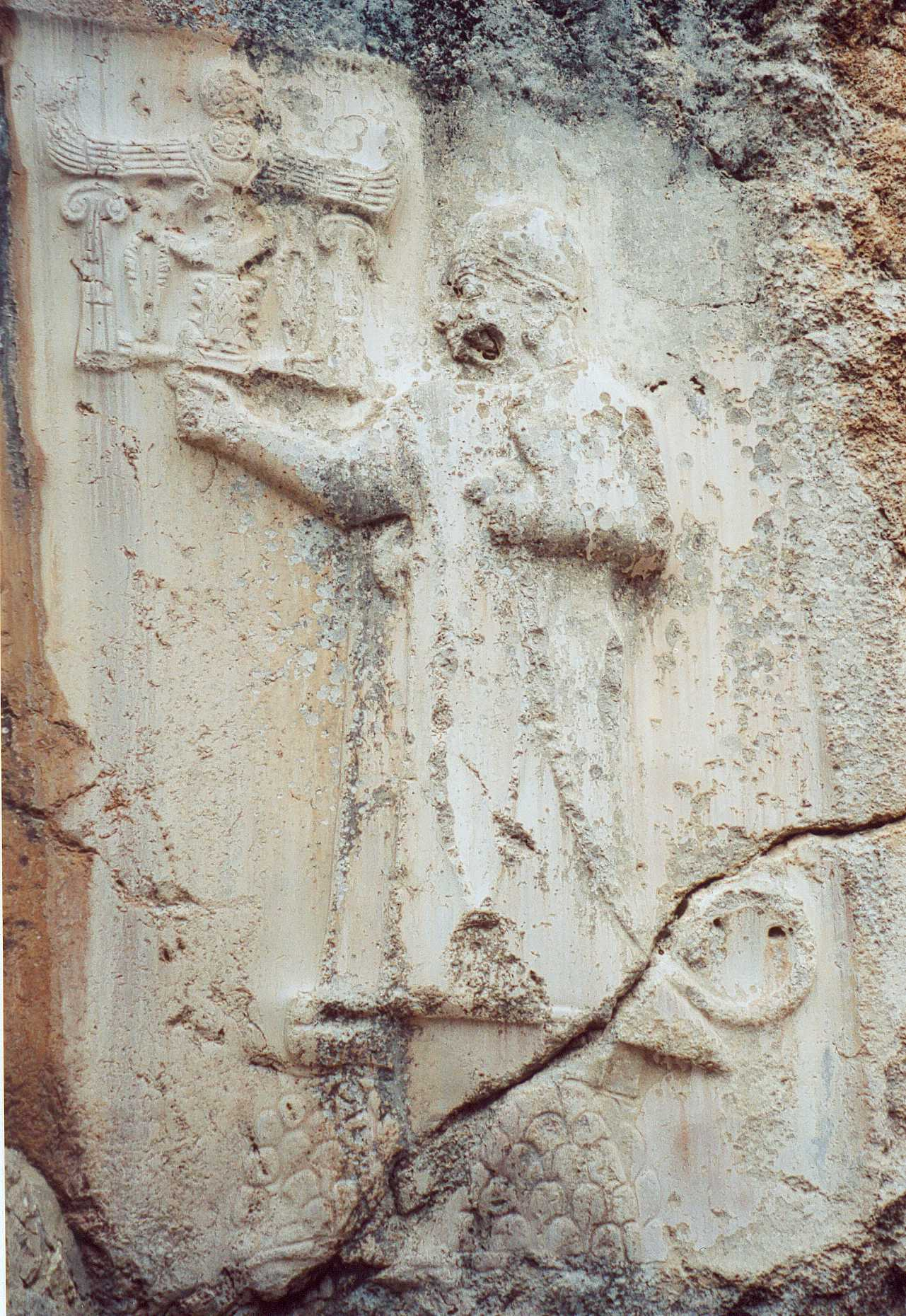
Felsrelief von Tudḫaliya IV. in Yazılıkaya

### Die Grabungsnummern
Die bei den Grabungen gefundenen Keilschrifttafeln erhalten Signaturen. Da seit nunmehr über einhundert Jahren Texte aus dem anatolischen Boden gefördert werden, gibt es verschiedene Signaturen. Die Texte der Winckler'schen Grabungen zu Beginn des Zwanzigsten Jahrhunderts wurden mit der Signatur Bo und einer darauffolgenden Nummer versehen (Beispiel: Bo 1322). Der weitaus geringere Teil, der vom Berliner Museum selbst im Antikenhandel erworben und ebenfalls dort aufbewahrt wurde, erhielt das Signum VAT plus Nummer (Beispiel: VAT 2378) und kennzeichnete diese Stücke als Eigentum des Museums.

### Die Keilschrift-Editionen
In den über 100 Jahren hethitologischer Forschung wurden verschiedene Publikationsreihen geschaffen, um das gefundene Textmaterial zu veröffentlichen. Von 1916 an erschien unter der Herausgeberschaft der Deutschen Orientgesellschaft eine erste Reihe mit Texteditionen. Diese ersten Hefte mit autographierten Keilschrifttexten erschienen unter dem Titel Keilschrifttexte aus Boghazköi (zitiert als KBo). Von 1917 bis 1924 erschien dazu die Reihe Boghazköi-Studien (zitiert als BoSt.), die unter der alleinigen Herausgeberschaft Otto Webers die Möglichkeit schuf, sich detaillierter einzelnen Fragestellungen zur Erforschung des Hethitischen zu widmen. Bedřich Hrozný veröffentlichte in dieser Reihe 1917 mit den ersten beiden Bänden seine Ersterschließung des Hethitischen. Nach dem Erscheinen von KBo VI wurde diese Reihe 1921 zunächst eingestellt und durch die Publikation Keilschrifturkunden aus Boghazköi (zitiert als KUB) ersetzt. Nach dem Zweiten Weltkrieg wurde die Publikation der Texte in der Reihe KBo wieder aufgenommen und bis heute fortgesetzt. Seitdem sind über einhundert Editionsmappen in beiden Reihen zusammen erschienen und haben das hethitische Textmaterial öffentlich gemacht.

## Geschichte der Hethitologie

### Anfänge
Die Erforschung der Hethiter begann 1834 mit der Entdeckung der Stadt Ḫattuša und des dazugehörigen Felsheiligtums Yazılıkaya durch den französischen Architekten Charles Texier beim türkischen Dorf Boğazköy (heute Boğazkale). Fälschlicherweise identifizierte man die Stadt zunächst mit den aus Quellen bekannten Städten Pteria und Tavium. Das Volk der Hethiter war zwar schon bekannt, wurde aber aufgrund von Hieroglyphen-Inschriften in Syrien vermutet. Ein Zusammenhang mit den Funden in Anatolien konnte zu dieser Zeit noch nicht hergestellt werden. Es dauerte noch Jahrzehnte, bis man eine Verbindung der syrischen und der anatolischen Texte herstellen konnte.

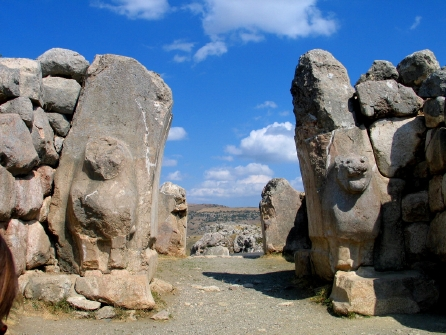
Das Löwentor von Ḫattuša

Erst in den 1880er Jahren konnte sich die Identifizierung mit der Hauptstadt der Hethiter durchsetzen. Nachdem Ernest Chantre 1893 einige Tontafelfragmente einer noch unbekannten Sprache in Ḫattuša gefunden hatte – derselben Sprache, in der die schon 1887 gefundenen Arzawa-Briefe aus dem Amarna-Archiv verfasst waren –, begann ein internationaler Wettlauf um die Grabungslizenz. Als erster hatte der Engländer John Garstang um diese Lizenz ersucht. Doch dank der Intervention des von der Archäologie faszinierten deutschen Kaisers Wilhelm II. beim türkischen Sultan wurde die Grabungserlaubnis an den Deutschen Hugo Winckler vergeben.
Die erste Grabungskampagne begann 1906 und wurde – mit Unterbrechungen – bis 1912 betrieben. Sofort machten die Archäologen reichhaltige Funde. Neben Kunstgütern und Alltagsgegenständen fand man auch zahlreiche Tontafeln. Einige konnte man auswerten, da sie in Akkadisch geschrieben wurden, der Großteil war jedoch in der Sprache der Arzawa-Briefe geschrieben. Man konnte diese Texte, da die Keilschrift schon seit geraumer Zeit entziffert war, lesen, doch noch nicht verstehen. Jørgen Alexander Knudtzon vermutete wie seine Kollegen Sophus Bugge und Alf Torp 1902, dass die Hethitische Sprache indoeuropäisch sei, doch fand seine Vermutung vorerst keine Anerkennung und wurde vor allem von Seiten der traditionellen Indogermanistik scharf abgelehnt, so dass Knudtzon seine These widerrief. Erst als der Indogermanist Ferdinand Sommer 1920 in seinem Band Hethitisches I den indoeuropäischen Charakter des Hethitischen unterstrich, verstummten die noch immer andauernden Diskussionen um die sprachliche Stellung des Hethitischen.

### Entwicklung der Hethitologie 1915 bis 1945
Den Nachweis, dass es sich beim Hethitischen um eine indoeuropäische Sprache handelt, konnte der tschechische Assyriologe Bedřich Hrozný 1915 im 66. Band der Mitteilungen der Deutschen Orientgesellschaft erbringen. Im selben Band stellte der Althistoriker Eduard Meyer auch eine erste vorerst noch knappe historische Auswertung des Materials vor. Damit war die Grundlage für die hethitische Philologie gelegt. In den folgenden Jahrzehnten wurde die Hethitologie schnell zu einer Wissenschaft ausgebaut.
Die von Winckler gemachten Funde wurden ins Vorderasiatische Museum Berlin gebracht. Dort erfolgten auch die wissenschaftliche Auswertung und die Edition der hethitischen Texte. Der damalige Direktor Otto Weber war es, der in einer Vereinbarung mit der osmanischen Antikenverwaltung erreichen konnte, dass die Texte aus Istanbul nach Berlin kamen. Weber war auch seit 1916 die treibende Kraft bei der Aufarbeitung der Texte. Er rekrutierte das dazu notwendige Personal. Einen Großteil dieser Arbeit besorgte der Kustos des Museums, Hans Ehelolf. Emil Forrer, ein junger, auch in Berlin wirkender Schweizer Orientalist, erkannte schnell die unterschiedlichen Sprachen der Texte. Er erstellte auch eine Zeichenliste. Neben Ehelolf legten Forscher wie Johannes Friedrich, Albrecht Götze und Ferdinand Sommer die Grundlagen für die hethitische Grammatik und Lexikografie. Neue Impulse erfuhr die Wissenschaft ab 1931, als unter der Leitung von Kurt Bittel die Ausgrabungen in Ḫattuša vom Deutschen Archäologischen Institut wieder aufgenommen wurden.
War Deutschland bis dato das Zentrum der internationalen Hethitologie, verlor es im Zuge der Machtergreifung der Nationalsozialisten und deren Repressalien einen Teil der wichtigsten Forscherpersönlichkeiten. Goetze verließ Deutschland schon 1933 Richtung Dänemark und ging 1934 schließlich nach Yale. Hans Gustav Güterbock ging 1936 nach Ankara, wo er bis 1948 lehrte. Nach einem Jahr in Schweden wurde er an die Universität Chicago berufen. Ehelolf verstarb 1939. Forrer schließlich verließ Berlin im Juli 1945. Aufgrund seiner Ansichten in der Achijawa-Frage (in der die heutige Forschung eher auf seiner Seite ist) und der für ihn immer wieder unglücklich verlaufenen Universitätskarriere kehrte er der Hethitologie komplett den Rücken und widmete sich in El Salvador neuen Forschungsthemen.

### Nachkriegshethitologie
Trotz vieler Probleme blieb Deutschland auch nach dem Zweiten Weltkrieg ein, wenn nicht das Zentrum der Hethiterforschung. Problematisch war jedoch, dass mit der Teilung des Landes auch eine Teilung der Funde einherging. So befanden sich die Funde aus der Grabung Wincklers in Ost-, die Funde aus der Grabung Bittels in West-Berlin. So kam es, dass es ab den 1950er Jahren zwei Editionsreihen für hethitische Keilschrifttexte aus Ḫattuša gab. Im Westen belebte man 1954 auf Betreiben Heinrich Ottens die Reihe Keilschrifttexte aus Boghazköi (KBo) wieder, die schon zwischen 1916 und 1923 in sechs Heften erschienen war. In Ostberlin stützte man sich auf die Vorarbeiten von Ehelolf und dessen Team und gab die Reihe Keilschrifturkunden aus Boghazköi (KUB) heraus. Auch hier war Otten eine der treibenden Kräfte. Im Laufe der Jahre waren auch Helmut Freydank, Horst Klengel und Liane Jakob-Rost federführend bei der Edition der Texte. Bis heute sind die beiden Reihen die wichtigsten Editionsreihen in der internationalen Hethitologie.
Die Nachkriegshethitologie ist mit vier großen Namen verbunden:
- Hans Gustav Güterbock trug in seinen frühen Arbeiten viel zur Geschichte der Hethiter, zu ihrer Mythologie und zur Sphragistik bei. Später war er maßgeblich am Aufbau der Hethitologie zuerst in der Türkei, später in den USA beteiligt.
- Annelies Kammenhuber trug maßgeblich zur Erforschung der hethitischen und anderer anatolischer Sprachen bei. Sie forschte zur Datierung von Texten, erstellte einen hethitischen Thesaurus und begann eine zweite Auflage von Johannes Friedrichs Hethitischem Wörterbuch.
- Emmanuel Laroche war ein französischer Linguist, der philologisch verschiedene altanatolische Sprachen bearbeitet hatte, wobei hier nur der Catalogue des textes hittites genannt werden soll, eine Übersicht der bekannten hethitischen Texte und ihrer Versionen.
- Heinrich Otten war über lange Jahre der Grabungsphilologe in Ḫattuša. Er gab, wie schon erwähnt, diverse Bände der KUB und der KBo heraus. An der Mainzer Akademie der Wissenschaften leitet er zudem ein Projekt, das einen Thesaurus des hethitischen Wortschatzes erstellt. Er ist der Pionier der hethitischen Paläographie. Außerdem war Otten Lehrer eines Großteils der deutschen und internationalen Hethitologen.

Die Ausgrabungen in Ḫattuša wurden 1952, wieder geleitet von Kurt Bittel, fortgesetzt. Er leitete die Ausgrabungen noch bis 1977. Ihm folgte zunächst Peter Neve nach, ab 1993 Jürgen Seeher. Heute ist man bei der Erforschung der Stadttopographie schon recht weit fortgeschritten. Auch das Textkorpus wird durch immer neue Funde kontinuierlich erweitert.
Mittlerweile konzentrieren sich die Ausgrabungen nicht mehr nur auf Ḫattuša. Auch an diversen anderen Orten wird heute gegraben. Dabei werden nicht zuletzt immer neue Textfunde zu Tage gefördert. Viele früher nur als Namen bekannte Orte kann man mittlerweile sicher zuweisen. Um die altanatolische Geographie haben sich nicht zuletzt Sedat Alp und Massimo Forlanini verdient gemacht. In den 1970er und 1980er Jahren führte Tahsin Özgüç beispielsweise wichtige Ausgrabungen in Maşat Höyük durch, wo er ein großes Tontafelarchiv zugänglich machte. Aygül Süel und Mustafa Süel förderten 1990 bei Ortaköy (hethitisch: Šapinuwa) ein Tontafelarchiv zutage, und seit 1993 gräbt Andreas Müller-Karpe erfolgreich in Kuşaklı.
Der ständige Zuwachs an Texten führt auch zu einem stetigen Gewinn an neuen Erkenntnissen. Heute ist die Hethitologie der historiographisch gesehen am besten erschlossene Teil der altorientalischen Völkerkunde. Dabei gibt es allerdings vielfach Probleme mit der exakten Datierung. Oft kann man Ereignisse zwar in einer relativen Chronologie anordnen, doch sind exakte Datierungen oft nur in Verbindung mit bekannten Daten aus der Geschichte anderer Völker – zumeist der Ägypter – möglich. In den 1960er Jahren kam es zu einer zum Teil sehr polemisch geführten Auseinandersetzung, ob die Paläographie als Datierungshilfe genutzt werden kann oder soll. Dieses Problem ist unterdessen gelöst: Man geht davon aus, dass Texte auf Grund ihrer Zeichenformen zumindest grob datierbar sind.

## Hilfsmittel
Von herausragender Bedeutung für die Hethitologie ist zunächst einmal ein Wörterbuch. Johannes Friedrichs Hethitisches Wörterbuch (HW) von 1952 (durch Zusatzhefte 1957, 1961 und 1966 ergänzt) galt lange Zeit als vorbildlich, ist aber aufgrund der immer neuen Funde nicht mehr auf dem aktuellen Stand. Deshalb arbeitete Annelies Kammenhuber seit 1975 bis zu ihrem Tod 1995 an einer zweiten Auflage des Werkes. Das HW² ist breiter angelegt als sein Vorgänger, beschreibt ausführlich die Belege und gibt zum Teil auch der Etymologie breiten Raum. Derzeit sind die Buchstaben A, E und das erste Drittel des Buchstaben H bearbeitet. 1976 begann man auch am Oriental Institute der University of Chicago unter der Leitung Güterbocks und Harry Angier Hoffner, Jr.s mit der Erstellung eines neuen Wörterbuches. Dieses Chicago Hittite Dictionary (CHD), das sich am Chicago Assyrian Dictionary (CAD) orientiert, ist allgemeiner und knapper gehalten als das HW², verzichtet auf die Etymologien und ist insgesamt philologischer angelegt. Hinzu kommen zwei kleinere etymologische Wörterbücher von Jaan Puhvel (Hittite Etymological Dictionary, seit 1984) und Johann Tischler (Hethitisches etymologisches Glossar, seit 1983).
Für die grundlegende Erlernung der Keilschrift ist das Hethitische Zeichenlexikon (HZL), 1989, von Christel Rüster und Erich Neu unerlässlich.
Johannes Friedrich war auch der Autor der wichtigsten hethitischen Grammatik (Hethitisches Elementarbuch. Erster Teil: Kurzgefasste Grammatik, 1940, 1966²). Wichtig ist auch Annelies Kammenhubers Altkleinasiatische Sprache, das 1969 innerhalb des Handbuchs der Orientalistik erschien. Trotz diverser Einzelstudien und neuer Erkenntnisse steht eine darauf fußende moderne Grammatik bis heute aus.
Obwohl nicht mehr auf dem allerneuesten Stand, sind die Bücher Kulturgeschichte Kleinasiens (1933, neu als Kleinasien, 1957) von Albrecht Goetze und Oliver Robert Gurneys The Hittites (1952) grundlegend für die historische Darstellung. Eine neue Kulturgeschichte steht ebenso wie eine Grammatik derzeit aus. Immerhin gibt es zu Spezialgebieten einige neuere Darstellungen, so etwa zur politisch-militärischen (Horst Klengel: Geschichte des hethitischen Reiches, 1999; Trevor Bryce: The Kingdom of the Hittites, 1998) und zur Religionsgeschichte (Volkert Haas: Geschichte der hethitischen Religion, 1994; Maciej Popko: Religions of Asia Minor, 1995). Beide Teilgebiete sind damit auf dem aktuellen Wissensstand beschrieben. Im Jahre 2007 fasste Jörg Klinger in Die Hethiter den aktuellen Wissensstand prägnant zusammen. Alwin Kloekhorsts Etymological Dictionary of the Hittite Inherited Lexicon. enthält derzeit durchweg auf dem neuesten Forschungsstand basierende Etymologien einschließlich der anatolischen Nachbarsprachen.

## Hethitologie als Studienfach
Nach der offiziellen Entzifferung der hethitischen Schrift begann sich die Hethitologie schnell als Studienfach zu etablieren, zunächst an deutschen Universitäten. Nur wenig später wurde auch in anderen west- und osteuropäischen Ländern sowie den USA mit den hethitologischen Studien begonnen. Außerhalb dieses Raumes begann man nach dem Zweiten Weltkrieg auch in Israel, Japan und zuletzt in China mit der Erforschung Altanatoliens. Und natürlich wird auch in der Türkei, zu der der Großteil Anatoliens heute gehört, seit Kemal Atatürk die Hethitologie in zunehmendem Maße betrieben. Vor allem der aus Nazideutschland geflüchtete Güterbock und der Türke Sedat Alp hatten großen Anteil am Aufbau des Faches an der Universität von Ankara und der altanatolischen Archäologie im Allgemeinen.
Zurzeit befindet sich die Hethitologie in Deutschland an einem Wendepunkt. Als kleineres Studienfach steht sie vielerorts vor dem Aus, weil nicht selten kleine Fächer aus Kostengründen gestrichen werden. Ein Problem ist, dass die Hethitologie selten als eigene Fachrichtung zu studieren ist, sondern überwiegend innerhalb der Altorientalistik oder der Indogermanistik unterrichtet wird und dort oft nur wenig beachtet wird.
An der Ruhr-Universität Bochum wurde 1987 ein eigener Lehrstuhl für Hethitologie eingerichtet, der von Erich Neu (ad personam) geleitet, nach Erich Neus Tod inzwischen aber wieder aufgelöst wurde. 1990 waren dort dreizehn Studenten für das Fach eingeschrieben.
Schwerpunkte der hethitologischen Forschung in Deutschland sind:
- Freie Universität Berlin, Institut für Altorientalistik[2]
- Philipps-Universität Marburg, Institut für Orientalistik und Sprachwissenschaft[3] – An der Philipps-Universität Marburg kann man ab dem Wintersemester 2023 im Nebenfach Hethitologie studieren.[4]
- Julius-Maximilians-Universität Würzburg, Lehrstuhl für Orientalistik[5]
- Ludwig-Maximilians-Universität München[6]

Von besonderer Bedeutung für die Hethitologie in Deutschland ist die Abteilung Hethitische Forschungen der Akademie der Wissenschaften und der Literatur in Mainz.
In den Niederlanden kann man Hethitologie an zwei Orten auf Englisch studieren:
- am Amsterdam Centre for Ancient Studies and Archaeology (ACASA)[8] der Vrije Universiteit Amsterdam und Universiteit van Amsterdam durch Joost Hazenbos
- am Institute for Area Studies (LIAS), Abteilung Assyriology[9] der Universität Leiden durch Willemijn Waal

## Internationale Gremien
Ein wichtiges Gremium, das sich auch oft der Hethitologie annimmt, ist die Rencontre Assyriologique Internationale, ein für die gesamte altorientalische Welt abgehaltener, regelmäßiger internationaler Kongress. Ein erster Kongress nur für die Hethitologie fand 1990 in Çorum statt und wird seitdem im Dreijahresrhythmus veranstaltet.